# Tigridia amatlanensis
Tigridia amatlanensis är en irisväxtart som beskrevs av Aarón Rodr. och García-mend. Tigridia amatlanensis ingår i släktet Tigridia och familjen irisväxter. Inga underarter finns listade i Catalogue of Life.